# 340P/Boattini
La cometa Boattini 2, formalmente indicata 340P/Boattini, è una cometa periodica del Sistema solare, appartenente alla famiglia delle comete gioviane.
È stata scoperta il 1º ottobre 2008 usando il telescopio Cassegrain di 60 pollici (1,5 metri) installato presso l'Osservatorio Steward sul Monte Lemmon, in Arizona (USA) mentre venivano eseguite osservazioni nell'ambito del Mount Lemmon Survey (codice G96). Sono state trovate delle immagini di prescoperta risalenti a circa un mese prima.
È la quinta cometa scoperta dall'astronomo italiano Andrea Boattini, la seconda in tre giorni con la cometa C/2008 S3, è anche la sua prima cometa periodica numerata.

## Orbita
La cometa il 5 aprile 2003 passò a sole 0,0189 UA di distanza dal pianeta Giove, questo evento cambiò l'orbita precedente in quella attuale. La cometa ha attualmente una MOID col pianeta Giove di sole 0,0832 UA, pari a circa 13 milioni di km, il che la rende suscettibile di ulteriori incontri molto ravvicinati con Giove e conseguenti cambiamenti, anche notevoli della sua orbita.